# Conostigmus mullensis
Conostigmus mullensis is een vliesvleugelig insect uit de familie van de Megaspilidae. De wetenschappelijke naam van de soort is voor het eerst geldig gepubliceerd in 1881 door Cameron.